# Мордвинов, Исаакий Петрович
Исаа́кий Петро́вич Мордви́нов (1871—1925) — русский историк и краевед, музейный работник, педагог и литератор.
Им опубликовано свыше 700 работ, написано порядка 250 стихотворений, часть из которых вошла в учебные хрестоматии. Обладая художественными способностями, часть изданий Мордвинов иллюстрировал собственными рисунками.

## Биография
Родился 5 июня 1871 года в деревне Жилая Глина (ныне не существует) Большегорской волости Тихвинского уезда Российской империи (в некоторых источниках указывается Тихвин) в крестьянской семье.
С 1885 года служил волостным писарем в Большегорской волости Тихвинского уезда. В 1890 году окончил в Новгороде Александровскую учительскую школу, получив педагогическое образование. Принимал участие в революционной деятельности, за политические убеждения находился полтора года в заключении в Венденской крепости.
Автор сборника «Стихотворения» (Ревель, 1900). Пропагандировал здоровый образ жизни и опубликовал ряд работ о борьбе с алкоголизмом — «Алкоголь и дети рабочих», «Заграничная школа в борьбе с алкоголизмом» (Ревель, 1901), «Общество трезвости. Жизнь и работа в нем» (С.-Пб., 1910).
Активно занимался краеведением. По результатам анализа собранных им образцов глин в 1911 г. было установлено наличие залежей бокситов в Тихвинском уезде.
В 1913 году организовал и до 1918 года был секретарем Тихвинского отделения Новгородского общества любителей древностей (под его руководством были составлены Тихвинские земские календари на 1917 и 1918 годы).
Инициатор создания Музея местной старины (открыт в 1914 году), впоследствии Тихвинского уездного музея местного края (а затем Тихвинского музея краеведения). Современный Тихвинский историко-мемориальный и архитектурно-художественный музей был создан после Великой Отечественной войны на основе другой коллекции, однако исторически восходит к музею Мордвинова и считается его преемником.
После Февральской революции Мордвинов принимал участие в деятельности новообразованных местных органов Временного правительства в Тихвине, занимался просветительской и общественной работой. Сдержанно отнёсся к новой власти большевиков. В 1918 году стал первым редактором тихвинской уездной газеты «Наш край», также участвовал в издании «Тихвинский учитель» (1921). С 1919 года Мордвинов занимался изучением документов Тихвинского Успенского монастыря. В 1921 году арестовывался органами ВЧК по «делу дело контрреволюционной группы протоиерея Измаила Рождественского и других», но был освобождён.
В 1925 году вышел его историко-краеведческий труд «Старый Тихвин и Нагорное Обонежье» отдельной брошюрой,  в 1926 году этот труд был издан в сборнике «Тихвинский край» и опубликованы часть разделов «Тихвинианы»(около половины библиографических записей) — библиография по Тихвинскому уезду, дополненных В. И. Равдоникасом и А. И. Мордвиновым.
Умер 31 марта 1925 года в Тихвине, похоронен во дворе Тихвинского Большого монастыря, возле Успенского собора.

## Память
- Дневники Мордвинова хранятся в Центральном государственном историческом архиве Санкт-Петербурга (ф. 2253, оп. 1, д.1-14)[7].
- Ныне имя И. П. Мордвинова носит центральная районная тихвинская библиотека, где проводятся Мордвиновские уездные краеведческие чтения.[8]